# Ставрополско възвишение
Ставропо̀лското възвишение (на руски: Ставрополская возвышеность) е платообразно възвишение в най-южната част на Източноевропейската равнина, в централната част на Предкавказието, разположено на територията на Ставрополски край в Русия. На запад се простира до долината на река Кубан, на северозапад, север и изток плавно се понижава към Кубано-Приазовската низина, Кумо-Маничката падина и Прикаспийската низина, а на юг се свързва с крайните северни разклонения на Голям Кавказ. Преобладаващите височини са от 300 до 600 m, максимална – връх Стрижамент 831 m (44°47′50″ с. ш. 41°59′52″ и. д. / 44.797222° с. ш. 41.997778° и. д.), разположена в западната му част, на 5 km северозападно от станица Новоекатериновская. Изградено е основно от глини, пясъчници и варовици, а на изток – предимно от глинести пясъчници. Цялото възвишение е силно разчленено от широки речни долини и суходолия на отделни масиви. От него водят началото си реките Егорлик (ляв приток на Западен Манич) и Калаус, малки десни притоци на Кубан и няколко непостоянни леви притоци на Кума. Цялото възвишение попада в степната зона, като голяма част от степите се използват за земеделски нужди и се напояват, а по най-високите части има лесостепи с участъци от широколистни гори.